# Down the River of Golden Dreams
| Recensione | Giudizio |
| ---------- | -------- |
| AllMusic   |          |

Down the River of Golden Dreams è il secondo album in studio del gruppo musicale statunitense Okkervil River, pubblicato nel 2003 dall'etichetta Jagjaguwar.
L'album è stato registrato presso gli studi Tiny Telephone di John Vanderslice a San Francisco.

## Tracce
1. Down the River of Golden Dreams – 1:15
2. It Ends with a Fall – 3:55
3. For the Enemy – 6:09
4. Blanket and Crib – 2:51
5. The War Criminal Rises and Speaks – 5:11
6. The Velocity of Saul at the Time of His Conversion – 4:25
7. Dead Faces – 2:36
8. Maine Island Lovers – 4:51
9. Song About a Star – 3:30
10. Yellow – 6:14
11. Seas Too Far to Reach – 5:01